# Lotus Esprit
El Lotus Esprit es un automóvil deportivo construido por Lotus Cars en el Reino Unido desde 1976 hasta 2004. En 1971, Colin Chapman, por entonces director ejecutivo de Lotus, encargó el diseño del prototipo a Italdesign Giugiaro para que este estuviera listo para el Salón del Automóvil de Turín del año siguiente. Y así fue, apareció con la denominación M70 y se trataba de un diseño más "estirado" que el del antiguo Lotus Europa. Inicialmente se había propuesto el nombre de Kiwi, pero fue desechado por la tradición de Lotus de que el nombre de todos sus modelos empiece por la letra "E", por lo que finalmente se denominó Lotus Esprit.

## Esprit S1 (1976)

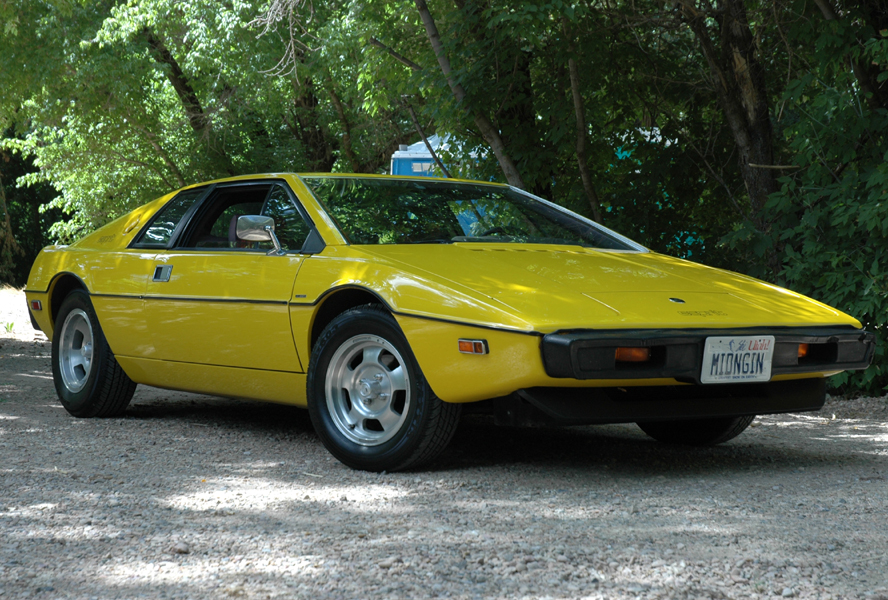
Lotus Esprit S1 (US) de 1977

El primer Esprit, conocido como S1 (Serie 1), fue presentado en el Salón del Automóvil de París de 1975, entrando en producción en junio del año siguiente, en sustitución del Lotus Europa.
Como marca de la casa su peso era de 898 kg (1980 libras), a lo que se llegaba sobre todo gracias al chasis de acero a modo de columna vertebral o viga, un concepto de Chapman denominado Backbone, que era una evolución del chasis del Europa. La carrocería de fibra de vidrio también contribuía al bajo peso.
Estaba equipado inicialmente con un motor Lotus tipo 907 de cuatro cilindros en línea, ya usado en el Jensen Healey. Este motor de 2 litros, doble carburador y cuatro válvulas por cilindro, producía 160 HP (162 CV; 119 kW) en configuración Europea; y 140 HP (142 CV; 104 kW) en Estados Unidos, debido a regulaciones federales. Su posición era longitudinal central trasera, es decir, detrás de ambas plazas del habitáculo.
El reducido chasis hacía que la transmisión manual de 5 velocidades, usada en los Citroën SM y Maserati Merak, fuera unida al diferencial (transeje) y que, como en los coches de competición de la época, los frenos de disco traseros estuvieran montados en el chasis y no en las ruedas. Según Lotus, el Esprit era capaz de acelerar de 0 a 100 km/h (0 a 62 mph) en 6.8 segundos y de alcanzar una velocidad máxima de 222 km/h (138 mph), pero las pruebas actuales indican 8 segundos y 214 km/h (133 mph), respectivamente.
El S1 fue aplaudido por su excelente manejo y se decía que este modelo tenía mejor viraje que los que lo siguieron. Sin embargo, sobre todo la versión estadounidense, no cumplió con las expectativas de supercoche y su escasa potencia recibió severas críticas. El modelo adquirió fama a través de su aparición en la película de James Bond La espía que me amó de 1977, donde aparece en una larga secuencia de persecución, convirtiéndose en un submarino.

## Esprit S2 (1978)

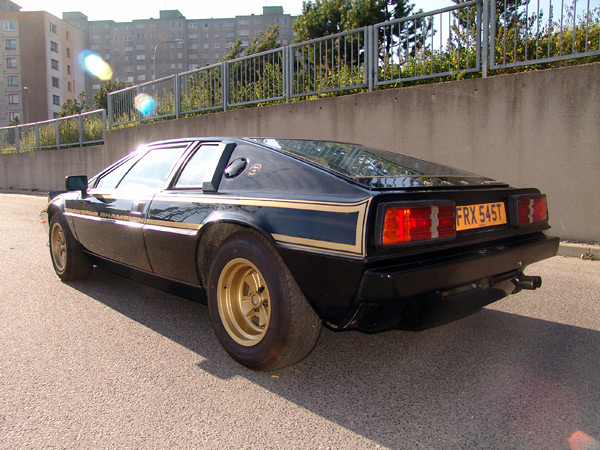
S2 JPS de 1979.

Una serie de mejoras introducidas en 1978 dio lugar al Esprit S2. Algunos de estos cambios fueron la incorporación de conductos de refrigeración tras las ventanillas traseras, alerón frontal integrado o pilotos traseros de un Rover SD1. El bloque motor utilizado seguía siendo el mismo del S1, el tipo 907 de 2 litros.
El Esprit S2 también usaba rines SpeedLine de 14 pulgadas (35,6 cm), diseñadas específicamente para Lotus. Otros cambios incluían la reubicación de la batería en la parte trasera del auto, originalmente en el lado derecho del tanque de combustible bajo la ventana del habitáculo trasero. Se añadió también una puerta de acceso a la cubierta del motor, así como la sustitución del conjunto original de indicadores realizados por Veglia por medidores individuales de la marca Smiths, modificando así la apariencia del panel de instrumentos.
Durante esta época, se hicieron ediciones especiales para conmemorar las victorias de Lotus en la Fórmula 1. Para compartir el color oro y negro del por entonces patrocinador de Lotus en la F1 John Player & Sons, se fabricaron 149 unidades numeradas entre 1978 y 1979, comúnmente conocidos como Esprit JPS (John Player Special).
En 1979 el equipo Talbot-Sunbeam consiguió el campeonato del mundo de los rallyes con el motor Lotus 907 aumentado a 2.2 litros (bloque tipo 912), dando lugar al Esprit S2.2 en 1980. La potencia máxima de este nuevo motor no se veía incrementada, pero sí el par que pasaba de 190 a 217 N·m (140 a 160 lb·pie). Esta versión S2.2 contaba además con la novedad de un chasis galvanizado que heredaría la gama para solventar los problemas de corrosión. Su producción duró 13 meses y solamente se construyeron 88 coches de esta exclusiva serie.

### Esprit Turbo Essex (1980)

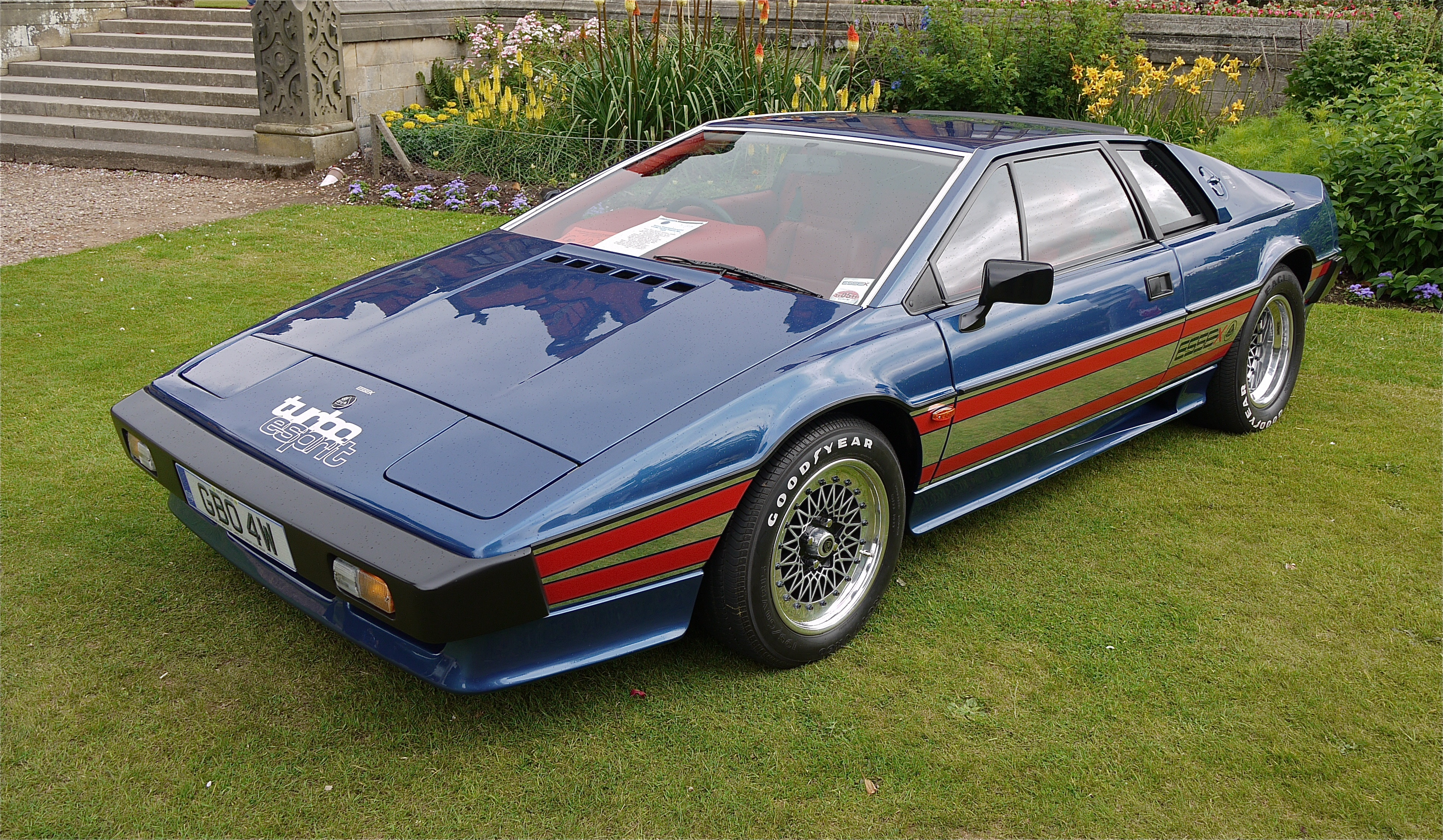
Lotus Esprit Turbo Essex de 1980.

En 1980 se lanzó el primer Lotus Esprit con turbocompresor Garrett T3 de 8 psi (0,6 bar; 55,2 kPa). Inicialmente era otra versión para conmemorar al equipo de Fórmula 1, pero esta vez de color azul, rojo y gris, remplazando así el antiguo color oro y negro, en honor a la empresa Essex Petroleum, de ahí el nombre de Lotus Esprit Essex. Este nuevo motor tipo 910 de 2174 cm³ (2,2 L; 132,7 plg³) con un diámetro x [[Carrera (motor)|carrera de 3,75 x 3 plg (9,53 x 7,62 centímetros), dos carburadores Dell'Orto 40 DHLAN turbo, relación de compresión de 7.5:1 y con sistema de lubricación por cárter seco, producía una potencia máxima de 210 HP (213 CV; 157 kW) DIN a las 6250 rpm y un par máximo de 200 lb·pie (271 N·m) a las 4500 rpm, proporcionándole una aceleración de 0 a 100 km/h (0 a 62 mph) en 5.8 segundos y una velocidad máxima de 245 km/h (152 mph).
Además de estos avances en potencia, se rediseñó el chasis y la suspensión trasera, donde se agregó un eslabón para aliviar la tensión sobre los ejes, además de mejoras en los frenos. Los modelos Essex estrenaron una carrocería aerodinámica diseñada por Giorgetto Giugiaro que incorporaba alerón, una portón trasero más prominente con una cubierta de persianas, defensas más fuertes, toma de aire frontal más profunda y conductos de aire justo delante de las ruedas traseras de 15 pulgadas (38,1 cm). En cuanto al interior tenía cuero escarlata y radio Panasonic.
De los 45 Essex fabricados, solamente dos se diferenciaban del resto al pintarse en blanco y cobre, respectivamente. Fueron los elegidos para participar en el rodaje de la película de 1981 Sólo para tus ojos.
Tanto el diseño como el chasis del Essex, dieron pie a las nuevas series del Esprit: el Turbo y el S3.

## Esprit S3 y Turbo (1981)

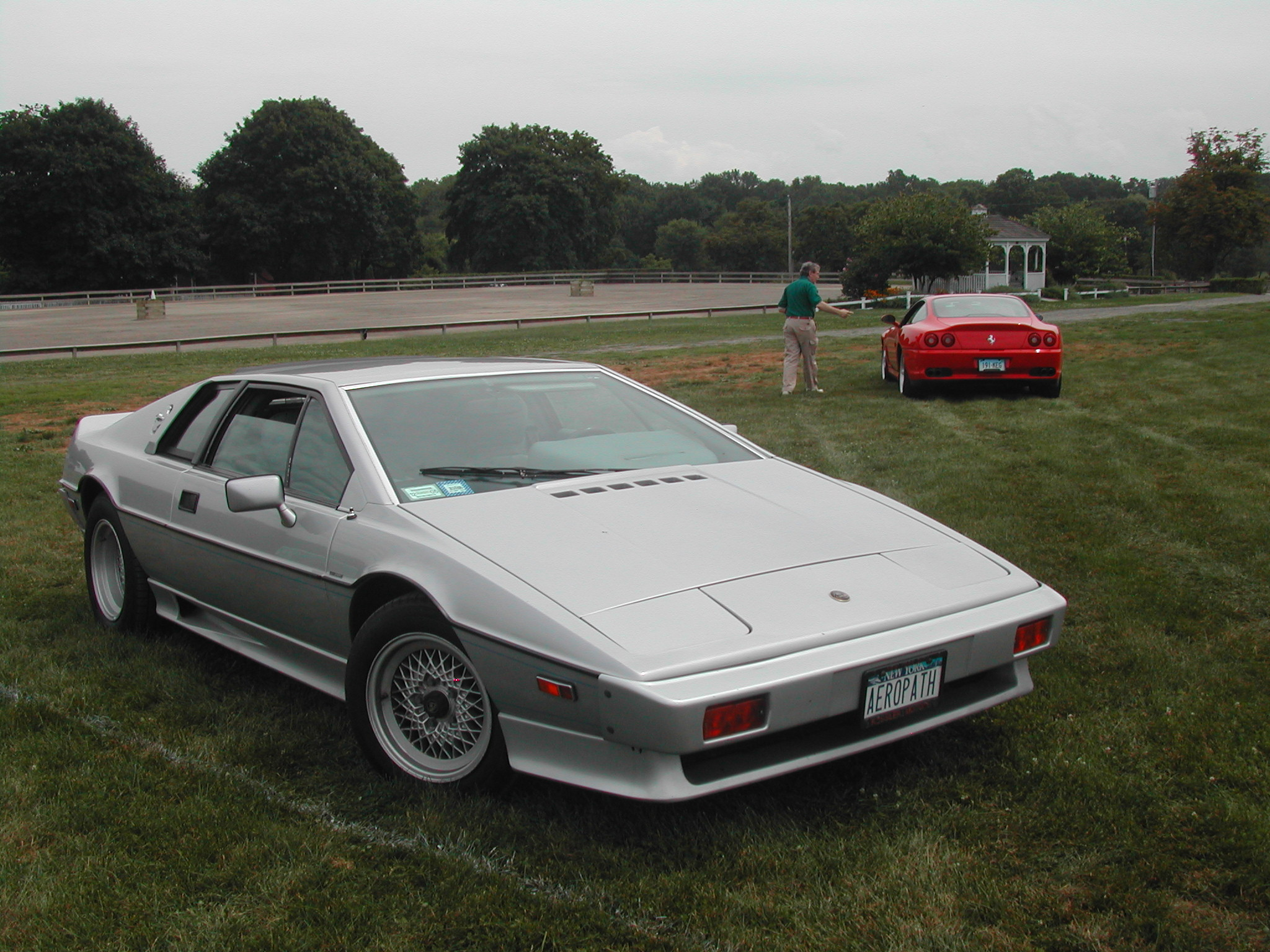
Lotus Turbo Esprit HC (1987).

Para cerrar el año 1980, Lotus construyó tres modelos diferentes del Esprit, con distintos diseños de chasis, el S2.2, el S2.2 Export y el Turbo Esprit con cárter seco. Introducidos en abril de 1981, los Turbo Esprit y Esprit S3 (Serie 3), marcaron una consolidación necesaria: los dos nuevos modelos salieron de fábrica con un chasis en común, que hereda gran parte de la configuración de los coches Essex, mientras que la producción de la carrocería se basó en un único conjunto común de moldes.
El S3 seguía utilizando el motor de 2.2 litros tipo 912 del Esprit S2.2, mientras que el Esprit Turbo montaba el tipo 910 usado en el Essex, pero con un sistema de lubricación por cárter húmedo de menor complejidad, mantenimiento las cifras de potencia y par. El interior de ambos coches se revisó y modificó, obteniendo una mayor altura y un espacio para los pies más amplio. Externamente, el Esprit Turbo mantenía por completo la forma aerodinámica de los coches Essex, pero exhibía pegatinas de "TURBO ESPRIT" en el frontal y los laterales. El S3 se fabricó con defensas más imponentes, pero conservando la línea sencilla del Esprit S2.2. Ambos modelos fueron vendidos con rines de aleación BBS de 15 pulgadas (38,1 cm).
En abril de 1986 se dio a conocer el último Esprit derivado del diseño inicial de Giugiaro, este con una mayor compresión de gases en el motor, lo que le proporcionó el apellido HC (alta compresión en inglés). Esto aumentó el rendimiento del motor a 174 HP (176 CV; 130 kW) y 217 N·m (160 lb·pie) para el Esprit HC; y a 218 HP (221 CV; 163 kW) y 298 N·m (220 lb·pie) para el Turbo Esprit HC, con un aumento del par máximo a menores rpm.
En mercados con estrictos requisitos de emisiones (principalmente Estados Unidos), Lotus presentó una variante llamada Turbo Esprit HCi, que montaba un motor de mayor compresión con inyección de combustible Bosch KE-Jetronic, el primer Esprit con inyección, que además incluía un convertidor catalítico. Este motor tenía la misma potencia que el equivalente con carburador, pero disponía de un par inferior con 274 N·m (202 lb·pie).

## Rediseño de Peter Stevens (1987)

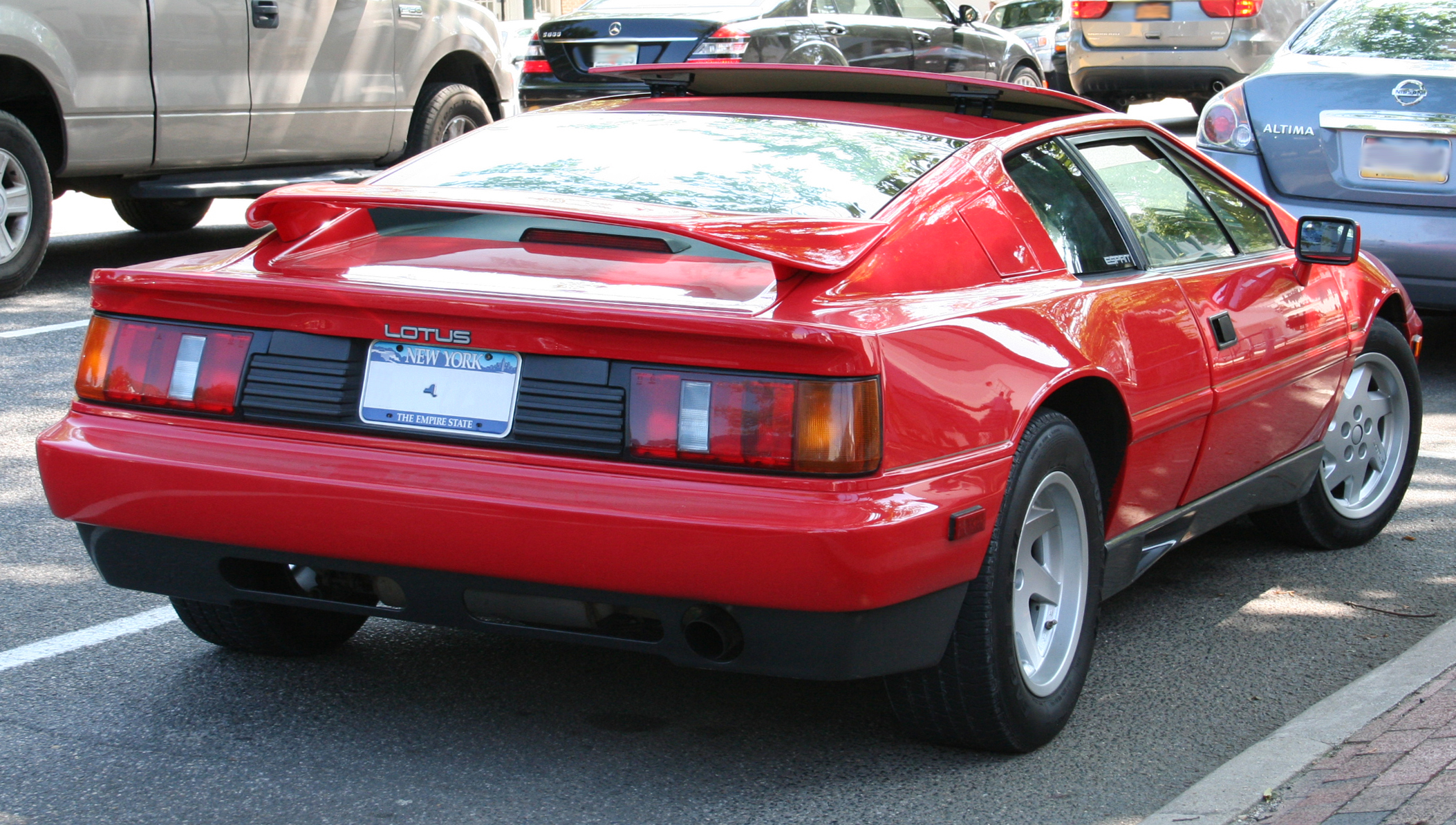
Lotus Esprit Turbo de 1988.

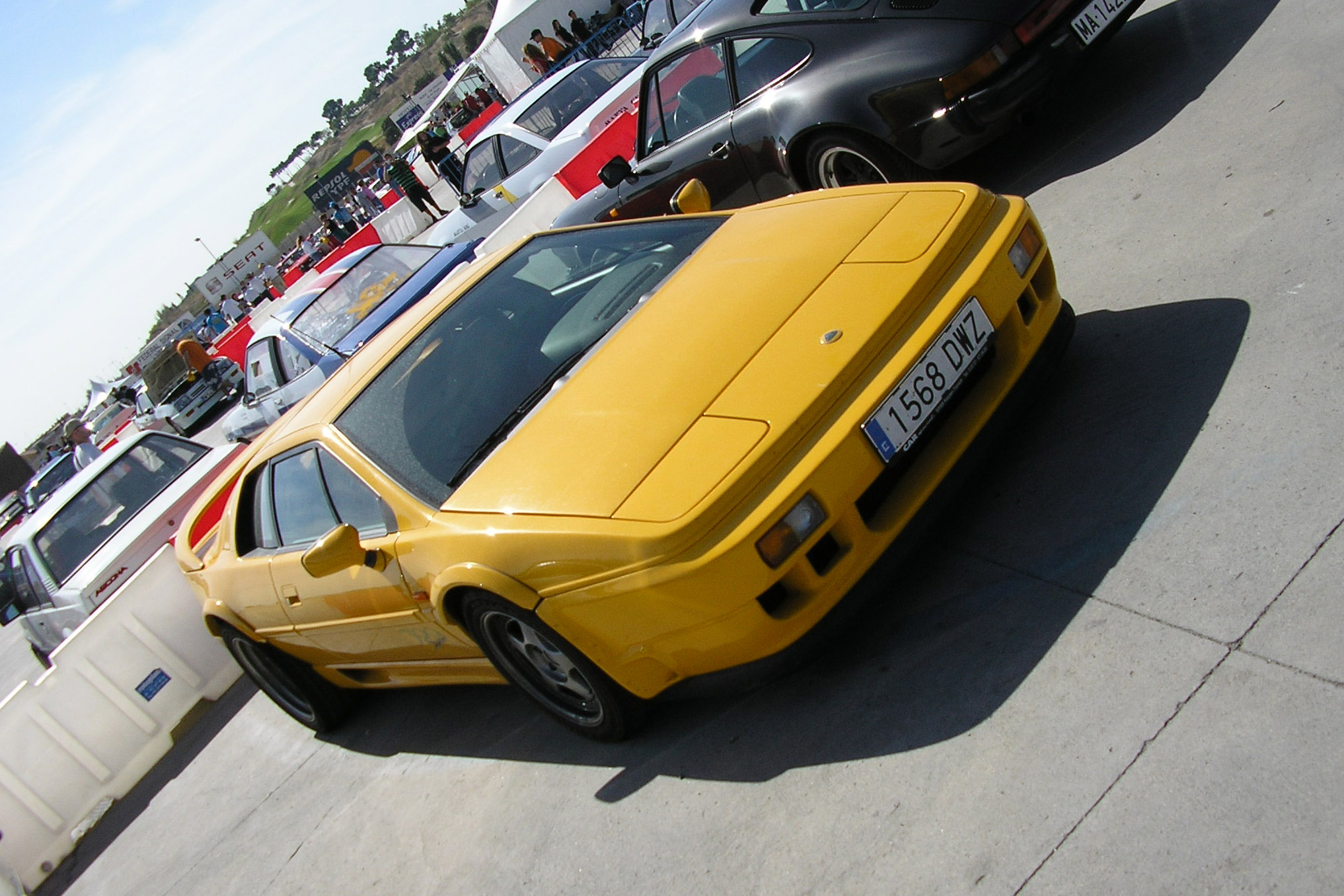
Lotus Esprit Sport 300

En 1987 Peter Stevens, famoso por el diseño del McLaren F1, realiza una reestilización que suavizaba los ángulos de la carrocería, redondeando las formas exteriores. El proyecto se denominó X180 y este es el código que distingue los modelos producidos en estos años. La nueva cara del Esprit sirvió para dar un repaso a aspectos funcionales que seguían sin estar a la altura del coche. Así los discos de freno posteriores se situaron fuera del chasis para mejorar el acceso y la transmisión se sustituyó por una Renault UNI1-16.
Además de lo anterior, se introdujo un nuevo proceso patentado por Lotus para crear la carrocería denominado VARI (Inyección Asistida de Resina al Vacío), que fue reforzado con Kevlar en el techo y los laterales para aumentar la protección contra vuelcos, resultando en un aumento de la rigidez torsional de un 22%.
El motor tipo 910 mantenía 218 HP (221 CV; 163 kW) y 298 N·m (220 lb·pie), pero disminuyó su aceleración de 0 a 100 km/h (0 a 62 mph) de 5.6 a 5.4-5.1 segundos, dependiendo de la versión y consiguiendo una velocidad máxima de más de 240 km/h (149 mph). Los cambios en el exterior fueron acompañados por un rediseño del interior, lo que permitió un poco más espacio para los ocupantes.
En 1989, se mejoró con un sistema de inyección electrónica multipunto de General Motors con la incorporación de un intercooler, denominado Chargecooler por Lotus y con las modificaciones en el chasis Eagle, llamado así por el uso exclusivo de neumáticos Goodyear Eagle, lo que dio lugar al Esprit SE (Special Equipment), el cual montaba el cuatro cilindros en línea conocido como tipo 910S, que entregaba 268 HP (272 CV; 200 kW) o hasta 284 HP (288 CV; 212 kW) usando la función overboost y lanzaba al coche de 0 a 100 km/h (0 a 62 mph) en 4.7 segundos con una velocidad máxima de más de 260 km/h (162 mph). Varias modificaciones se hicieron en el paquete de carrocería, como faldones laterales paralelos al cuerpo, mayores conductos en la toma de aire delantera, espejos retrovisores del Citroën  CX y la incorporación de un alerón trasero.
En Estados Unidos se produce el X180R basado en la plataforma del SE, con una potencia de 300 HP (304 CV; 224 kW) y elementos usados en los circuitos. A raíz de los éxitos del X180R en el SCCA y el American Bridgestone Supercar Championship de 1992, se construye un coche de competición llamado Esprit GT, pensado para las 24 Horas de Le Mans de 1993, 30 años después de la participación del último Lotus en dicha competición. Para celebrarlo, sobre el rediseño de Julian Thompson presentado en 1993 pensado para vestir la serie 4, aparece a modo de homenaje ese mismo año el Esprit Sport 300 con 300 HP (304 CV; 224 kW). Se trataba de una evolución del Turbo más enfocado a la competición, con un chasis reforzado en el que se prescinde de lo innecesario para aligerarlo de peso.
Al año siguiente el diseño de Thompson se incorpora definitivamente a la serie 4 del modelo.

### Apariciones en medios
Un modelo Esprit SE Type 85 de 1989 color plateado aparece en la película Pretty Woman, el cual es conducido por Richard Gere y Julia Roberts.
Otro modelo, un Esprit SE Type 85 de 1991 color negro, aparece en la película de suspense Instinto Básico/Bajos instintos, protagonizada por Michael Douglas y Sharon Stone.

## Esprit S4 (1993)

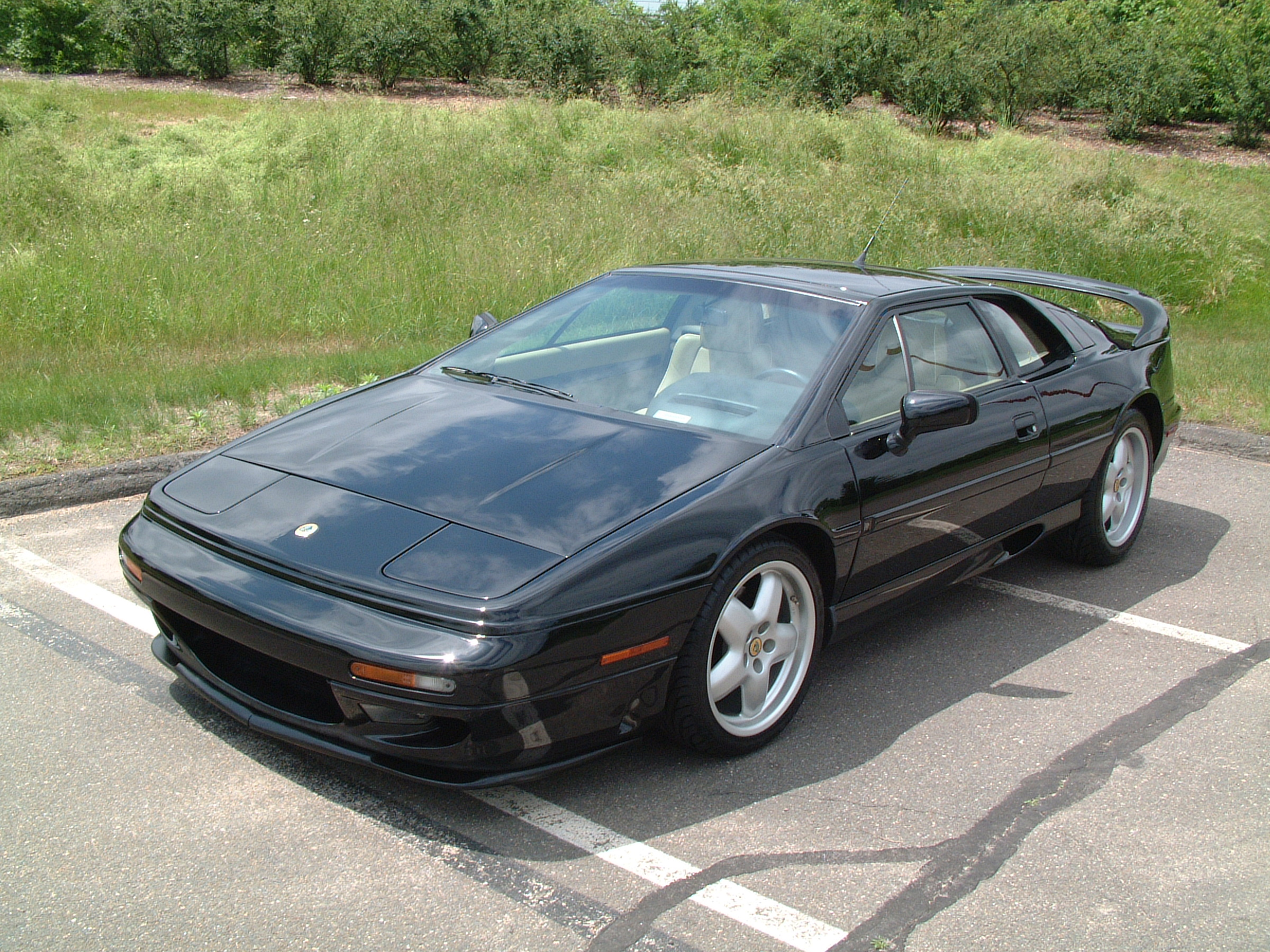
Lotus Esprit S4S de 1995.

Más de 20 años habían pasado ya desde que se estrenara ante el público el M70 de Giugiaro y la línea del Esprit seguía fiel a aquel diseño que enamoró a muchos, pero era hora de modernizarlo. Las líneas del Esprit S4 de Julian Thompson presentaban un spoiler delantero y un alerón trasero más prominentes, rediseñando así mismo las tomas de aire y los estribos laterales, además de unas nuevos rines de aleación de cinco radios. El aspecto era ahora mucho más agresivo y atrayente, heredando además la potente mecánica del Esprit SE con 268 HP (272 CV; 200 kW).
La serie 4 incorpora por primera vez la dirección hidráulica, además de ABS y una nueva suspensión delantera. De la misma forma, la transmisión sufre ligeros retoques para hacerla más suave y se optimiza la gestión electrónica del motor para ofrecer mejor respuesta a bajo régimen.
En 1995 se introdujo el Esprit S4S (S4 Sport), que aumentó la potencia a 288 HP (292 CV; 215 kW) y 393 N·m (290 lb·pie) de par. La velocidad máxima se incrementó a 270 km/h (168 mph), mientras que la aceleración de 0 a 100 km/h (0 a 62 mph) se quedó en 4.6 segundos. A pesar de que el motor mantiene su capacidad de 2.2 litros, se añadieron muchas modificaciones para mejorar el rendimiento. Algunos de los cambios fueron: mayores conductos de admisión, modificaciones en la culata, reajuste de la ECU y revisión del turbocompresor. El cambio externo más visible fue la adición de un alerón trasero más grande tomado del Sport 300.
Este modelo iba a ser el último Esprit en producción, pero la cancelación del proyecto de un coche de motor delantero dejaba a Lotus con un motor V8 compacto sin lugar alguno donde colocarlo.

### Esprit V8 (1996-2004)

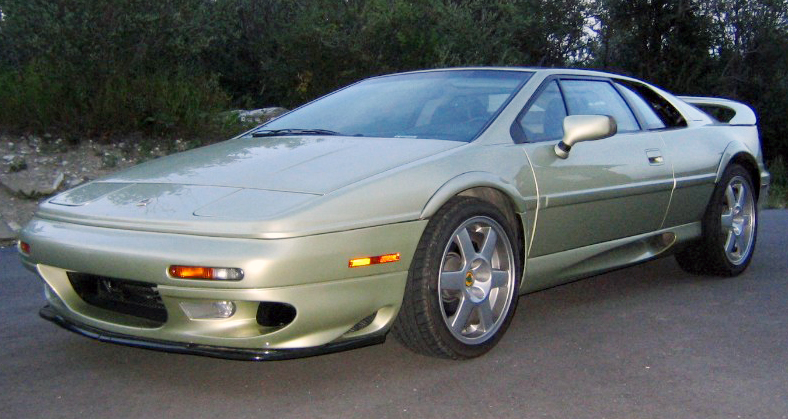
Esprit V8 de 1997

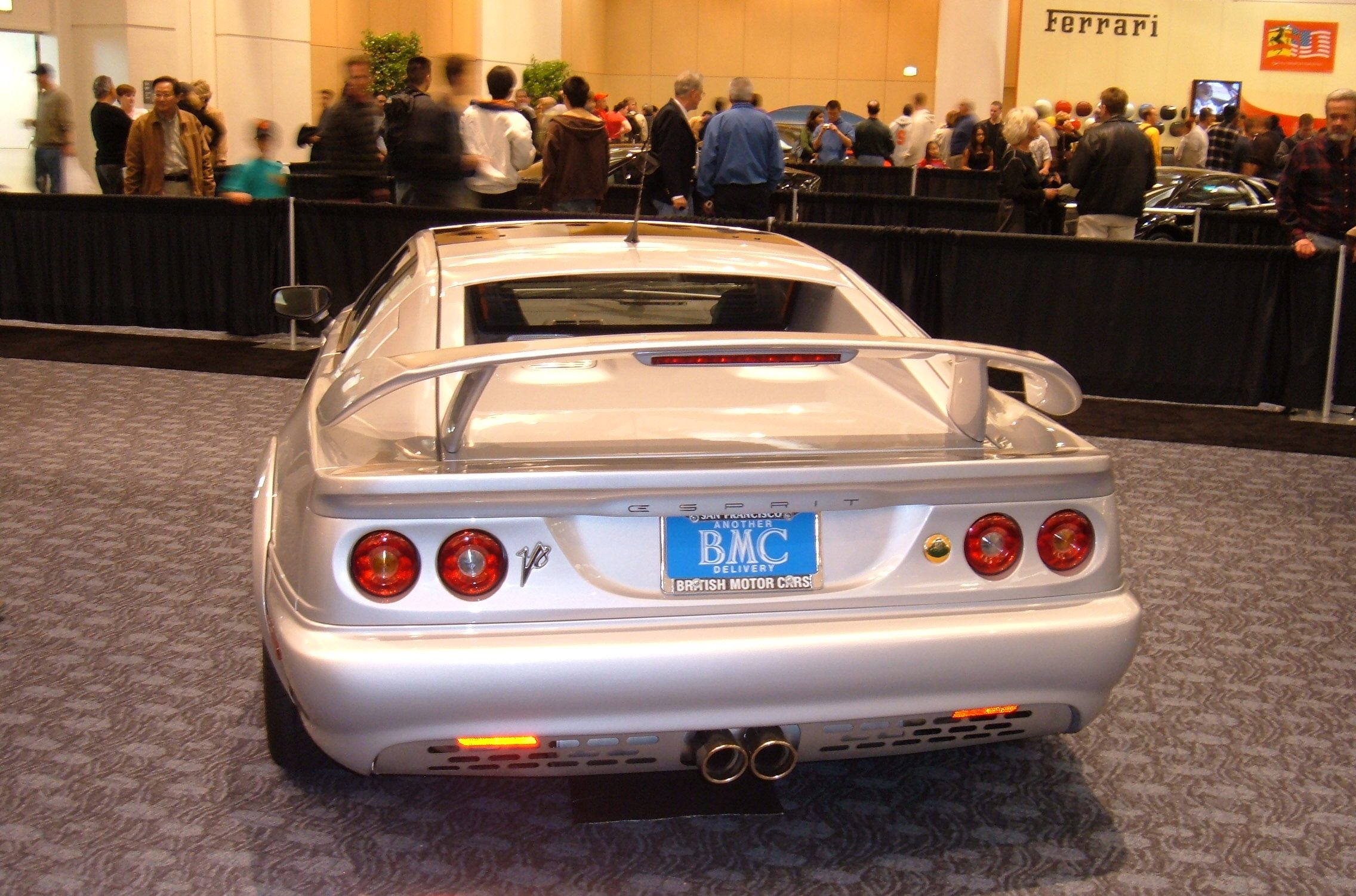
Modelo de 2004.

El V8 utilizado para el Esprit era de desarrollo propio de Lotus, fabricado en aleaciones de aluminio de 90° entre bancos, 3506 cm³ (3,5 L; 213,9 plg³) con un diámetro x carrera de 83 x 81 milímetros (3,27 x 3,19 plg), distribución DOHC  4 válvulas por cilindro (32 en total), relación de compresión de 8.0:1 y biturbo Garrett T25. A diferencia de los modelos con turbo anteriores, en este caso no incorporaba Chargecooler. El nombre en clave de este motor era tipo 918, que estaba asociado a una transmisión también provista por Renault. Derek Bell desarrolló una transmisión con un solo eje de entrada mucho más grueso, que superó muchos de los problemas de las transmisiones anteriores. Así, se redujo la potencia ofrecida de 507 a 355 CV (500 a 350 HP) (373 a 261 kW) para evitar daños en el motor, debido a la fragilidad de la transmisión Renault UN-1. Alcanzaba el 0 a 100 km/h (0 a 62 mph) en 4.8 segundos y la velocidad máxima era de más de 282 km/h (175 mph).
El V8 rompe la tradición de los ligeros bloques de cuatro cilindros del Esprit y, a partir de ese momento, sustituiría las motorizaciones de los S4, S4S y Sport 300. En 1998, la gama V8 se dividió en las especificaciones SE y GT, ambos de rendimiento similar, aunque con una configuración interior muy distinta, siendo el SE el que ofrecía un acabado más lujoso.
La última encarnación del Esprit se produjo en 1999 con el Sport 350. Estaba enfocado a la competición, del cual solamente se fabricaron 50 unidades, cada una con 350 HP (355 CV; 261 kW) (de ahí el nombre) SAE netos a las 6500 rpm y un par máximo de 295 lb·pie (400 N·m) SAE netos a las 4250 rpm. Disponía de varias modificaciones en el chasis, adición de frenos AP Racing, muelles más rígidos y una ECU revisada. Visualmente también se hicieron cambios como la adición de un alerón de fibra de carbono y gran tamaño en montantes de aluminio en lugar del de fibra de vidrio estándar. Por entonces, el Esprit podía acelerar de 0 a 60 mph (0 a 97 km/h) en 4.3 segundos y una velocidad máxima de 175 mph (282 km/h) limitada electrónicamente, con un peso estimado de 1340 kg (2954 libras) como resultado de numerosas modificaciones.
La producción de Esprit cesó finalmente en 2004 y desde 1999 hasta ese año, Lotus no realizó ninguna mejora importante en el modelo aparte de pequeños cambios estéticos, incluyendo unos pilotos traseros con dos pares de luces circulares. Tras 28 años en producción, un total de 10 675 unidades salieron de la fábrica inglesa.

## Proyecto Esprit 2013

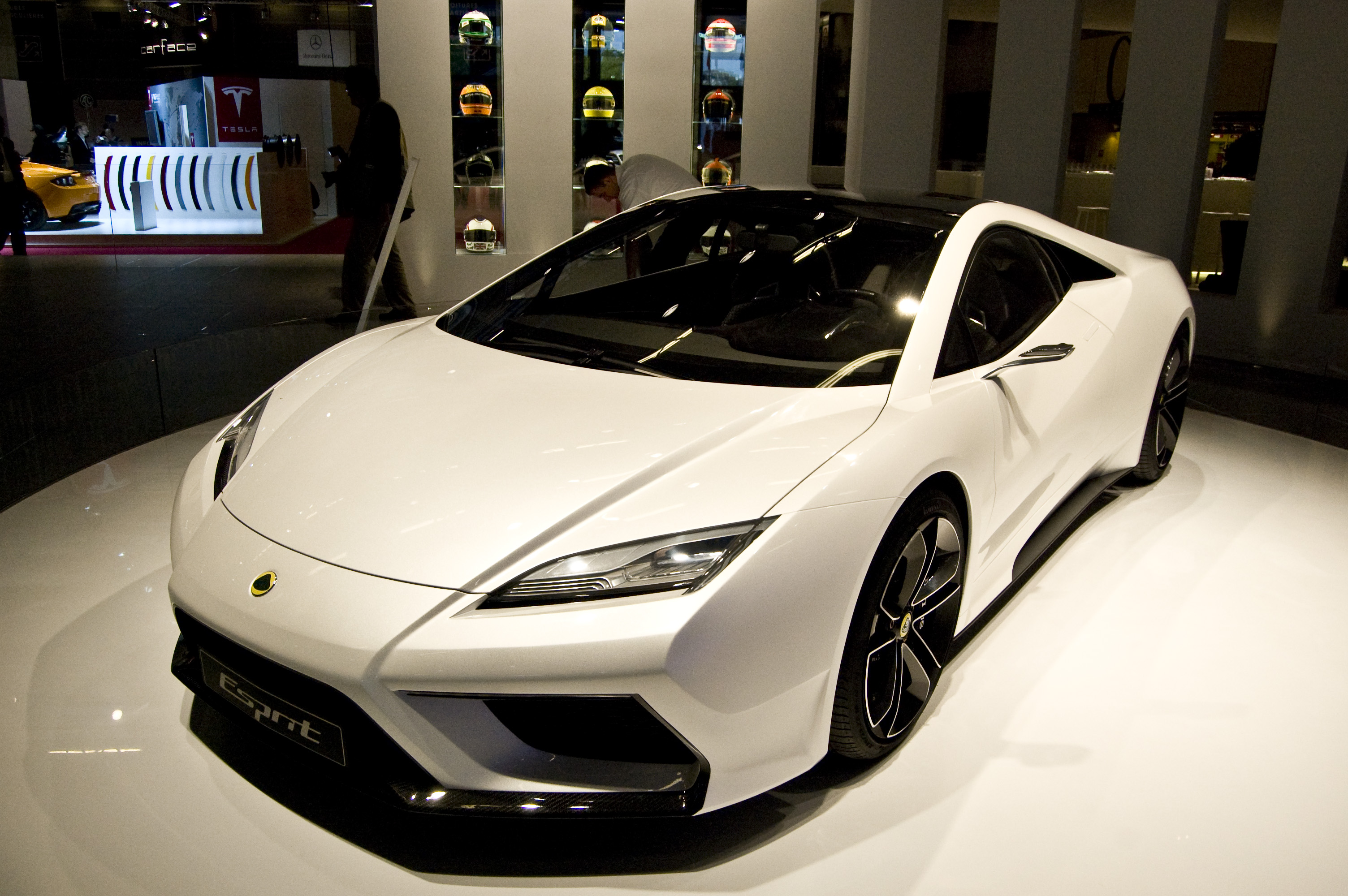
Modelo 2013

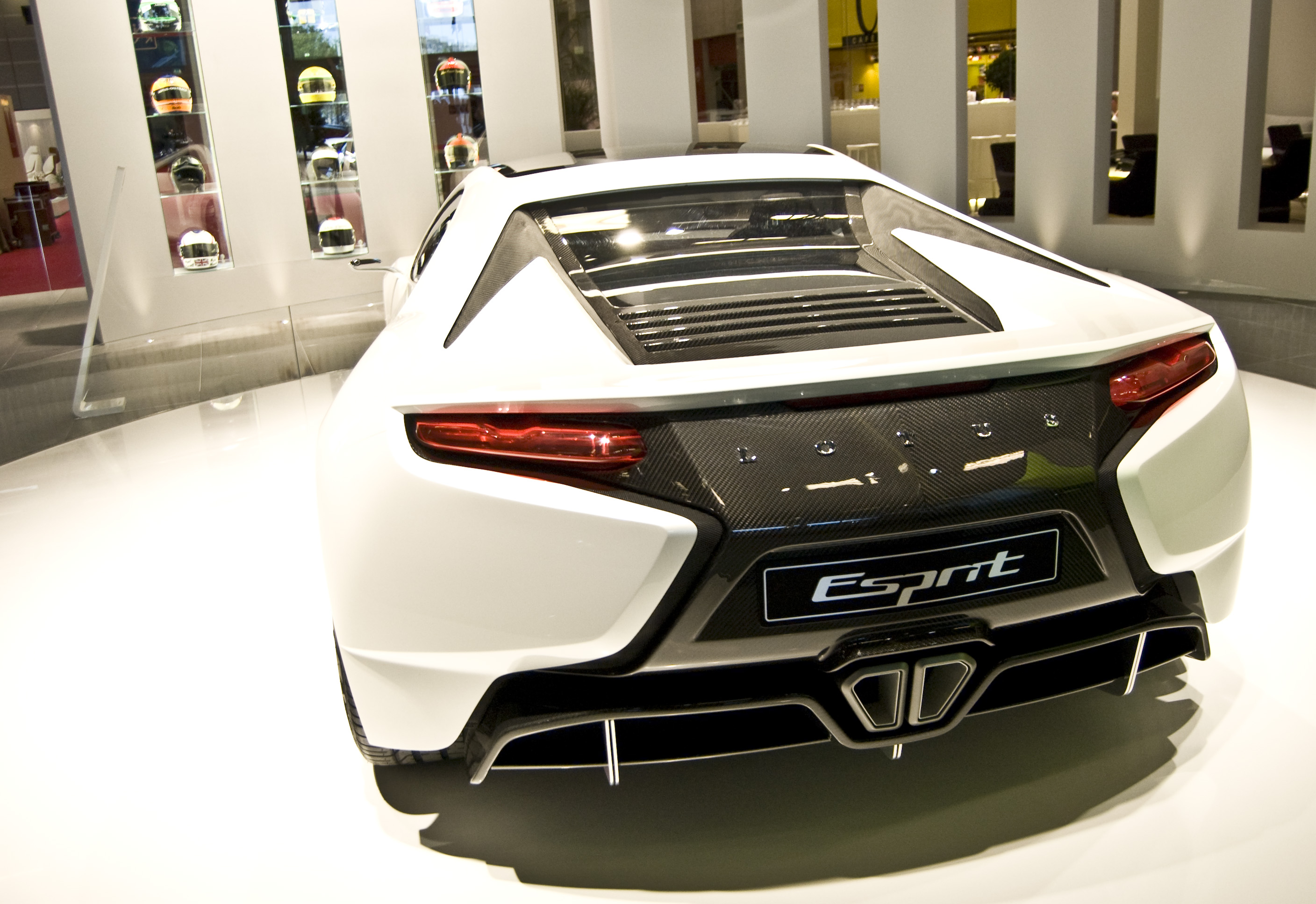
Vista trasera

En el Salón del Automóvil de París de 2010 se presentó un prototipo completamente renovada del Esprit, que empezaría a producirse teóricamente a finales de 2012 y se vendería desde principios de 2013.
Venía equipado con luces led y un sistema de doble escape situado centralmente. El interior tenía un enfoque futurista, con un panel de instrumentos digital, volante deportivo y elementos de fibra de carbono. La longitud total sería de 455 cm (179,1 pulgadas), el ancho de 195 cm (76,8 pulgadas) y el alto de 125 cm (49,2 pulgadas). Su peso rondaría los 1495 kg (3296 libras).
En cuanto al motor sería montado centralmente, más ligero, compacto y eficiente que el del Lexus IS-F del que podría haber procedido. Se ofrecería tanto con motor V6 entre 3 y 3.5 litros como con motor V8 de 4 a 4.8 litros, ambos naturalmente aspirados y la línea roja en torno a las 9000 rpm. Más adelante se incorporarían versiones "Twin Turbo" e incluso una versión híbrida con sistema de KERS. También se especulaba que tendría un V8 biturbo de 4.4 litros similar al de la BMW X6, pero con casi 500 CV (493 HP; 368 kW).
El modelo montaría una caja de cambios de doble embrague de siete velocidades con paletas de cambio detrás del volante. Según Lotus, aceleraría de 0 a 100 km/h (0 a 62 mph) en 3.4 segundos y alcanzaría una velocidad máxima de 330 km/h (205 mph).
Finalmente, tras el convulso despido de Dany Bahar como director ejecutivo de Lotus, entre los que se encontraba el Esprit, la delicada situación de la firma de Hethel y los constantes cambios de propietario, el proyecto de fabricación del nuevo Esprit quedó congelado sin llegar a producción.